# クビンス
クビンス (Kuvings、쿠빙스) はプレミアムキッチン家電をコンセプトに、ジューサーやブレンダーを販売している韓国のグローバルブランドである。

## 解説
Kuvingsはドイツ語で「キッチン」を意味する言葉と「リビング」を意味する言葉を組み合わせたものである。このブランドは全世界90カ国で販売されており、本社は韓国にあり、アメリカ・ドイツ・日本・中国に海外支社がある。
韓国では’2023コリアコーヒーリーグ’ゴールドスポンサーに参加したと共に業務用小型家電分野での販売を拡大しており、’2024大韓民国ベストブランド大賞’のジューサー部門で受賞した歴がある。
グローバル活動としては毎年行われるドイツのAmbiente, IFA, 'INTERNORGA'に毎年参加しており、AUTO10, REVO830, CS600, CS700ジューサーなど様々な製品を出品した。

## 製品

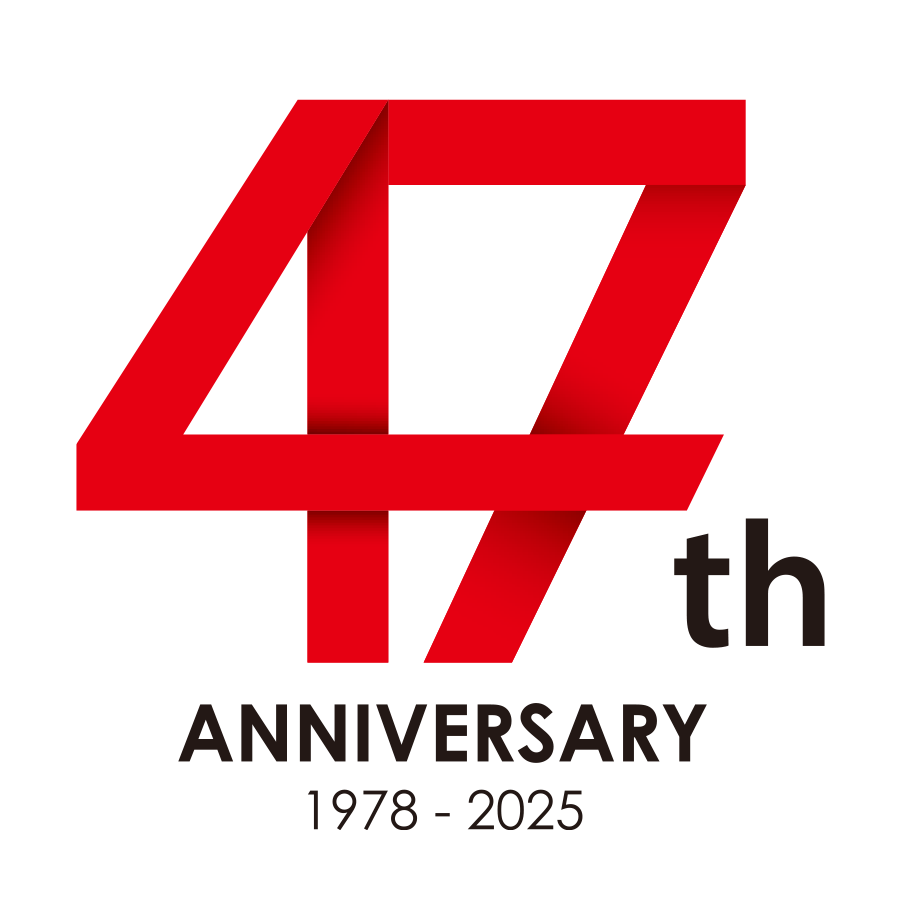

- ホールスロージューサー 投入口が広い独自の特許技術で、りんごや皮を剥いたオレンジならそのまま投入可能である。
- サイレントジューサー 低速回転で石臼のように圧力をかけて、ゆっくりとすり潰し搾汁する。
- ブレンダー 真空機能と高速回転のパワーを兼ね備えた、真空だから新鮮なジュースが楽しめる。
- ヨーグルト＆チーズメーカー 人気のアレンジレシピを含む50種類の発酵食品が手軽に作れる時短モード搭載。

## クビンスの過去47年と今後の 100年
新しいエンブレムはクビンスの創立47周年を記念し、未来志向のビジョンを表している。斜めは成長と限りない進歩を、直線は飛躍と新たな未来への希望の心を表している。また、スローガン「Kuvings」を掲げている。
「47 Years of Trusted Partnership, Shaping a Future of Shared Growth」は、これまでクビンスを支えてくださったお客様への感謝の意を表し、今後もお客様とともに成長し続ける決意を表している。

## テクノロジー
1,300件以上の特許出願により実証された技術。47年以上の経験と技術開発。 現在、90か国以上で1,300件を超える特許を申請し、登録されている。

## 国際的デザイン賞
クビンス製品のデザインは、「iF Design Award」、「Red Dot Design Award」、「Spark Design Award」、「Kitchen Innovation Award」など、数多くの国際的な賞を獲得している。